# Liste der Naturdenkmale in Weltersburg
Die Liste der Naturdenkmale in Weltersburg nennt die im Gemeindegebiet von Weltersburg ausgewiesenen Naturdenkmale (Stand 13. Juni 2024).

## Naturdenkmale
| Nr.         | Bezeichnung                   | Lage                                          | Beschreibung                                                     | Bild                          |
| ----------- | ----------------------------- | --------------------------------------------- | ---------------------------------------------------------------- | ----------------------------- |
| ND-7143-502 | Weltersburger Kopf            | westlich des Ortes; Flur Hinter der Burg Lage | auch Küppel; Basaltkegel; flächenhaftes Naturdenkmal, ca. 2,5 ha | Fotos hochladen               |
| ND-7143-507 | Basaltaufschluss Kranstein    | nordöstlich des Ortes; Flur Kranstein Lage    | Basaltformation                                                  | mehr Fotos \| Fotos hochladen |
| ND-7143-514 | Linde links neben der Kapelle | Turmweg Lage                                  | Tilia sp.                                                        | Fotos hochladen               |